# Physalaemus araxa
Physalaemus araxa — вид земноводних родини свистунових (Leptodactylidae). Описаний у 2021 році.

## Етимологія
Видовий епітет araxa є поєднанням слів з мови тупі-гуарані «ara» (що означає «світ») та «eça» (що означає «бачити»), що використовуються для позначення найвищої гори в ландшафті («місце звідки можна побачити світ»). Назва вказує на типове місцезнаходження Physalaemus araxa на вершині найвищого пагорба атлантичного лісу.

## Поширення
Ендемік Бразилії. Вид виявлений на вершині гори у національному парку Капарао на сході країни. Мешкає в атлантичному лісі.